# Rock es amor igual
Rock es amor igual es el quinto disco solista del cantante y compositor argentino Juanse, producido por Charly García y Pichón Dal Pont. Fue editado en 2013 a por el sello Sony Music.

## Lista de temas
1. Tu vida cambiará? (Juanse, Dal Pont)
2. Estés donde estés (Juanse, Roberto Mouro)
3. Clásico rockero (Juan Eduardo, Ramiro Terán)
4. La zombie (Juanse, Roberto Mouro)
5. Bendito Rock & Roll (Juanse)
6. El grial (Juanse, Dal Pont)
7. Es amor igual (Juanse, Dal Pont)
8. Ven a mi (Juanse, Dal Pont)
9. Agua luminosa (Juanse, Dal Pont)
10. Tal para cual (Juanse, Dal Pont)
11. Cuando me hables (Juanse, Dal Pont)
12. Siempre hay que esperar (Juanse, Dal Pont)

## Músicos
- Juanse: Guitarra, Slide, Voz y Coros
- Gabriel Carámbula: Lead Guitar (Track 1, 5, 6, 10, 11)
- Fabian Quintiero: Bajo (Track 1, 3, 5, 6, 9, 10, 11)
- Gaby Perez: Batería (Track 1, 5, 6, 8, 9, 10, 11, 12)
- Guillermo Vadalá: Bajo (Track 2, 7)
- Gustavo Pichón Dal Pont: Coros de Teclados, Loop de Batería (Track 1, 7, 8, 11, 12)
- Ricardo Pegnotti: Pedal Steel Guitar (Track 2, 7)
- Fernando Samalea: Batería (Track 3, 7)
- Charly García: Teclados, voz y coros (Track 4, 8, 12)
- Germán Wiedemer: Piano (Track 5, 8)
- Alejandro Franov: Sitar (Track 6, 8, 9)
- Daniela Doffo: Coros (Track 8, 12)
- Leo Arrube: Bajo (Track 8)
- Yamil Salvador: Clavicordio y Hammond (Track 8, 9)

## Personal
- Producción Artística: Charly García, Pichón Dal Pont
- Técnicos de Grabación: Mariano Bilinkys
- Grabación: Estudios Panda y Tronador Studio
- Masterización: Ted Jensen en Steeling Studios
- Arte: Mercedes Stornini